# Holla Corona
L'Holla Corona è una struttura geologica della superficie di Venere.